# ویلز گیت (نیویورک)
ویلز گیت (به انگلیسی: Vails Gate) یک منطقهٔ مسکونی در ایالات متحده آمریکا است که در New Windsor واقع شده‌است. ویلز گیت ۲٫۶ کیلومتر مربع مساحت و ۳٬۳۶۹ نفر جمعیت دارد و ۸۶ متر بالاتر از سطح دریا واقع شده‌است.